# Konpeitō
Il konpeitō (金平糖?, 金米糖? o 金餅糖?) è un tipo di dolce prodotto in Giappone, originariamente fabbricato in Portogallo.

## Storia
La parola konpeitō è presa a prestito dal termine portoghese confeito (correlato al termine italiano confetto), che indica un dolciume caramellato. Questi tipi di caramelle vennero introdotte in Giappone intorno al XV e XVI secolo da mercanti europei, probabilmente per la prima volta nel 1549, periodo in cui San Francesco Saverio giunse a Kagoshima. La tecnologia di raffinazione dello zucchero non esisteva in Giappone in quel periodo. Nel 1569, Luís Fróis, un missionario portoghese, regalò una bottiglia di konpeitō ad Oda Nobunaga per ottenere il permesso di diffondere il Cristianesimo.

## Produzione
Il diametro di un konpeitō si attesta intorno ai 5-10 millimetri, ed è ricoperto da piccole protuberanze che si originano a causa del processo di cottura. Anche ai giorni nostri i konpeitō si fabbricano a mano in un periodo di tempo compreso tra i 7 e i 10 giorni, facendo colare acqua zuccherata in una vasca rotante chiamata dora.